# Кортес, Виорика
Виорика Кортес (рум. Viorica Cortez; род. 26 декабря 1935, Яссы) — румынская оперная певица (меццо-сопрано). Почётный гражданин Бухареста (1992).

## Биография
Окончила Яссую консерваторию, затем Бухарестскую академию музыки под руководством Арты Флореску. Начиная с 1964]] года приняла участие в ряде международных конкурсов, став лауреатом в Тулузе и Гааге и завоевав первую премию на Международном конкурсе имени Энеску в Бухаресте (1967). В 1965 году дебютировала в Бухарестской опере и на сцене Капитолия Тулузы в партии Далилы («Самсон и Далила» Сен-Санса), в 1968 году в Лондонской Королевской опере, в 1969 году в неаполитанском театре Сан-Карло. В 1970—1976 годах пела на сцене Венской государственной оперы, в 1971 году впервые выступила в Метрополитен-опера, в 1980 году — на сцене Оперы Гарнье.
Среди основных партий — заглавная партия в «Кармен» Бизе, Елизавета в «Марии Стюарт» Доницетти, Амнерис в «Аиде» и Азучена в «Трубадуре» Верди и др.